# 두리안 소년
〈두리안 소년〉(ドリアン少年 도리안쇼넨[*])은 NMB48의 12번째 싱글이다.

## 개요
전작 〈Don't look back!〉으로부터 약 4개월 만의 발매이다.

## 수록곡

### Type-A
자켓 사진 (표지):스토 리리카·야마모토 사야카
자켓 사진 (뒷면):팀N 멤버 16명
CD
1. ドリアン少年 / 두리안 소년
(작사: 아키모토 야스시 / 작곡: 후지모토 타카노리 / 편곡: 무토 세이지)
2. どうでもいい人仮面 / 어떻든 상관없는 사람 가면
(작사: 아키모토 야스시 / 작곡: 버그베어 / 편곡: 와카타베 마코토)
3. 命のへそ / 생명의 배꼽 - Team N
(작사: 아키모토 야스시 / 작곡: 우메구치 아츠시 / 편곡: 아라켄)
4. ドリアン少年 off vocal ver.
5. どうでもいい人仮面 off vocal ver.
6. 命のへそ off vocal ver.

DVD
1. ドリアン少年 뮤직 비디오
2. ドリアン少年 뮤직 비디오 댄싱 버전
3. 命のへそ 뮤직 비디오
4. 특전 영상 〈NMB48 feat.요시모토 신 희극 Vol.12〉

### Type-B
자켓 사진 (표지):시로마 미루·야구라 후코
자켓 사진 (뒷면):팀M 멤버 18명
CD
1. ドリアン少年 / 두리안 소년
2. どうでもいい人仮面 / 어떻든 상관없는 사람 가면
3. 僕だけのSecret time / 나만의 Secret time - Team M
(작사: 아키모토 야스시 / 작곡·편곡: Carlos K.)
4. ドリアン少年 off vocal ver.
5. どうでもいい人仮面 off vocal ver.
6. 僕だけのSecret time off vocal ver.

DVD
1. ドリアン少年 뮤직 비디오
2. ドリアン少年 뮤직 비디오 댄싱 버전
3. 僕だけのSecret time 뮤직 비디오
4. 특전 영상 〈사건이얏! 야마다 나나 24시〉 총집편

### Type-C
자켓 사진 (표지):시부야 나기사·야부시타 슈·와타나베 미유키
자켓 사진 (뒷면):팀BII 멤버 17명
CD
1. ドリアン少年 / 두리안 소년
2. どうでもいい人仮面 / 어떻든 상관없는 사람 가면
3. 心の文字を書け! / 마음의 글자를 써! - Team BII
(작사: 아키모토 야스시 / 작곡: Narimoto_Tomomi / 편곡: 사사키 히로시)
4. ドリアン少年 off vocal ver.
5. どうでもいい人仮面 off vocal ver.
6. 心の文字を書け! off vocal ver.

DVD
1. ドリアン少年 뮤직 비디오
2. ドリアン少年 뮤직 비디오 댄싱 버전
3. 心の文字を書け! 뮤직 비디오
4. サヨナラ、踵を踏む人 뮤직 비디오
5. 특전 영상 〈타이완에서 두리안을 먹어 봤다〉

### 극장반
자켓 사진 (표지):스토 리리카
자켓 사진 (뒷면):〈두리안 소년〉 선발 멤버 20명
CD
1. ドリアン少年 / 두리안 소년
2. どうでもいい人仮面 / 어떻든 상관없는 사람 가면
3. サヨナラ、踵を踏む人 / 안녕, 뒤를 밟는 사람 - 남바 철포대 기지 칠
(작사: 아키모토 야스시 / 작곡·편곡: 노이 요지)
4. ドリアン少年 off vocal ver.
5. どうでもいい人仮面 off vocal ver.
6. サヨナラ、踵を踏む人 off vocal ver.

## 선발 멤버

### 두리안 소년
(센터:스토 리리카)
- 이치카와 미오리, 우메다 아야카, 오오타 유리, 카토 유카, 카도와키 카나코, 쿠사카 코노미, 코타니 리호, 시부야 나기사, 죠 에리코, 죠니시 케이, 스토 리리카, 시로마 미루, 타니가와 아이리, 후지에 레이나, 무라세 사에, 야구라 후코, 야부시타 슈, 야마모토 사야카, 요시다 아카리, 와타나베 미유키

### 어떻든 상관없는 사람 가면
(센터:오오타 유리)
- 아카시 나츠코, 우에다 미레이, 우에무라 아즈사, 오오타 유리, 카와카미 치히로, 쿠시로 리나, 나이키 코코로, 니시무라 아이카, 하야시 모모카

### 생명의 배꼽
〈Team N〉 명의
(센터:야마모토 사야카)
- 아카시 나츠코, 이시다 유미, 오오타 유리, 카토 유카, 키시노 리카, 코가 나루미, 코타니 리호, 죠 에리코, 죠니시 케이, 스토 리리카, 니시자와 루리나, 니시무라 아이카, 야마오 리나, 야마구치 유키, 야마모토 사야카, 요시다 아카리

### 나만의 Secret time
〈Team M〉 명의
(센터:시로마 미루, 야구라 후코)
- 아즈마 유키, 이시즈카 아카리, 우노 미즈키, 오키타 아야카, 카와카미 레나, 쿠시로 리나, 콘도 리나, 시로마 미루, 타케이 사라, 타니가와 아이리, 나카노 레이나, 후지에 레이나, 마츠무라 메구미, 미타 마오, 무라세 사에, 모리타 아야카, 야구라 후코

### 마음의 글자를 써!
〈Team BII〉 명의
(센터:와타나베 미유키)
- 이지리 안나, 이소 카나에, 이치카와 미오리, 우에다 미레이, 우메다 아야카, 오오단 마이, 카도와키 카나코, 카와카미 치히로, 키노시타 하루나, 쿠사카 코노미, 쿠로카와 하즈키, 시부야 나기사, 나이키 코코로, 하야시 모모카, 마츠오카 치호, 야부시타 슈, 와타나베 미유키

### 안녕, 뒤를 밟는 사람
〈남바 철포대 기지 칠〉 명의
(센터:이소 카나에)
- 아카시 나츠코, 이소 카나에, 우에무라 아즈사, 카와카미 치히로, 나이키 코코로, 나카노 레이나, 야마오 리나